# Gran Guerra Hiperespacial
La Gran Guerra Hiperespacial es un conflicto ficticio ocurrido en el universo de la Guerra de las Galaxias.

## Orígenes
En la saga, esta fue desencadenada 5000 años antes de la Batalla de Yavin (ABY). Se desencadenó cuando dos exploradores humanos, Jori y Gav, descubrieron por casualidad el Imperio Sith, compuesto de varios cientos de mundos. Los Sith acababan de perder a su líder más conservador, el Lord Oscuro Marka Ragnos. Ahora el trono de Lord Oscuro estaba en juego entre Naga Sadow y Ludo Kressh. El título se lo llevó Sadow y convenció a sus hermanos Sith, o al menos a la mayoría para seguir a la nave de los exploradores cuando fue corriendo a alertar a la República.
Sadow quería conquistar la República. En la República nadie creyó la historia de la exploradora Jori acerca de los Sith hasta que la escucharon el Aprendiz Jedi Odan Urr, su Maestro Ooroo y la Emperatriz Teta.

## Desarrollo de las batallas
Coruscant fue alertado y la República se preparó. Pero justo en mitad de la preparación de defensas Sadow atacó Coruscant y otros mundos centrales. Por suerte uno de los exploradores, Gav, que se había quedado con Sadow, lo desconcentró atacando su esfera de meditación y Sadow dejó de proyectar ilusiones de ejércitos inmensos, eliminando su ventaja.
Sadow escapó, pero los Jedi y republicanos vieron que la mitad del ejército Sith eran ilusiones y ganaron. Poco después persiguieron a Sadow hasta el Imperio Sith.
Mientras Sadow descubrió que Ludo Kressh se había hecho con el título de Lord Sith y se declaró una batalla entre los dos Sith y sus aliados. Cuando llegó la República Naga Sadow había vencido a Ludo Kressh pero su flota estaba moribunda.

## Consecuencias
Sadow escapó sacrificando toda su flota. La República ni se enteró de que había huido. Mientras los mundos Sith fueron barridos completamente en medio de la división de estos, sólo sobrevivió Naga Sadow, que se refugió en Yavin 4, donde se sumió en un coma de la Fuerza. Los Sith se extinguieron a excepción del durmiente Sadow y la República comenzó a colonizar algunos de los mundos del antiguo Imperio.
Con la expansión republicana a los mundos recientemente conquistados esta creció económicamente. A su vez los Jedi ensalzaron como una gran cruzada contra el Lado Oscuro. Ésta sería leyenda para muchas generaciones y sus historias serían reflejadas hasta los tiempos de las Guerras Mandalorianas. Los Jedi, confiados, se sorprenderían un milenio después con el retorno de los Sith de la mano de Exar Kun.

## Cómics
La historia de la Gran Guerra Hiperespacial es narrada en los dos primeros tomos de la serie de cómics Tales of the Jedi: Tales of the Jedi: The Golden Age of the Sith y Tales of the Jedi: The Fall of the Sith Empire.
- Datos: Q2251552